# Netratal
Netratal war eine kurzlebige Gemeinde im nordhessischen Landkreis Eschwege. Heute gehört ihr ehemaliges Gebiet zur Gemeinde Ringgau im Werra-Meißner-Kreis.

## Geschichte
Im Zuge der Gebietsreform in Hessen bildeten am 1. April 1972 die bis dahin selbständigen Gemeinden Datterode und Röhrda die neue Gemeinde Netratal. Am 1. Januar 1974 wurde diese kraft Landesgesetz mit der am 31. Dezember 1971 entstandenen Nachbargemeinde Ringgau zur neuen Großgemeinde Ringgau zusammengeschlossen.